# 上海海关学院
31°10′17″N 121°34′29″E / 31.17135°N 121.57459°E
上海海关学院是位于中国上海浦东新区的本科高等学校，隶属于中华人民共和国海关总署，开展海关专业教育。

## 历史沿革
1951年5月，海关总署举办干部培训班，开始筹建上海海关学校。1953年，对外贸易部海关总署正式成立上海海关学校，由上海海关代总署领导。1968年8月，撤销上海海关学校,并入上海对外贸易学院。1972年4月，上海对外贸易学院停办，悉数并入上海外国语学院。
1978年4月，经对外贸易部批准，复校上海海关干部学校，开展干部培训。1980年5月，正式更名上海海关专科学校。1984年，建立海关管理干部学院。1996年4月，更名上海海关高等专科学校。2000年11月，批准海关管理干部学院从广州迁址上海，并入上海海关高等专科学校，合署办公。2001年8月，升格学校为正局级，对外加挂海关管理干部学院院牌。2004年，校内设立世界海关组织中国亚太培训中心。2005年4月13日，校内设立中共海关总署党校。
2007年3月19日，中华人民共和国教育部批准在上海海关高等专科学校的基础上建立本科层次的上海海关学院。6月6日，上海海关学院挂牌成立。2012年3月，中国海关管理干部学院迁址秦皇岛，使用原海关总署秦皇岛培训学校校址，与上海海关学院分离。2012年10月22日，正式挂牌运行。